# Un processo in provincia
Un processo in provincia (Incident in a Small Town) è un film per la televisione statunitense del 1994 diretto da Delbert Mann.
È un film drammatico con Walter Matthau nel ruolo dell'avvocato Harmon Cobb per la terza volta. Ambientato nel 1953 nella contea di Cook nell'Illinois, vede come protagonisti, tra gli altri, Harry Morgan e Stephanie Zimbalist. È il seguito di Eroe per un giorno (The Incident) del 1990 e di Incidente a Baltimora (Incident in a Small Towndel) del 1994.

## Produzione
Il film, diretto da Delbert Mann su una sceneggiatura di Cindy Myers, fu prodotto dallo stesso Delbert Mann e da Edwin Self per RHI Entertainment e Procter & Gamble Productions.

## Distribuzione
Il film fu trasmesso negli Stati Uniti il 23 gennaio 1994 sulla rete televisiva CBS.
Alcune delle uscite internazionali sono state:
- nel Regno Unito il 3 marzo 1997
- in Germania (Blutsbande - Eine Familie zerbricht)
- in Ungheria (Kisvárosi incidens)
- in Spagna (Una ciudad tranquila)
- in Italia (Un processo in provincia)